# Angelica (condado de Shawano, Wisconsin)
Angelica es un pueblo ubicado en el condado de Shawano en el estado estadounidense de Wisconsin. En el Censo de 2010 tenía una población de 1.793 habitantes y una densidad poblacional de 18,91 personas por km².

## Geografía
Angelica se encuentra ubicado en las coordenadas 44°43′30″N 88°18′17″O / 44.72500, -88.30472. Según la Oficina del Censo de los Estados Unidos, Angelica tiene una superficie total de 94.8 km², de la cual 94.74 km² corresponden a tierra firme y (0.06%) 0.06 km² es agua.

## Demografía
Según el censo de 2010, había 1.793 personas residiendo en Angelica. La densidad de población era de 18,91 hab./km². De los 1.793 habitantes, Angelica estaba compuesto por el 98.1% blancos, el 0.06% eran afroamericanos, el 0.45% eran amerindios, el 0.33% eran asiáticos, el 0% eran isleños del Pacífico, el 0% eran de otras razas y el 1.06% pertenecían a dos o más razas. Del total de la población el 0.06% eran hispanos o latinos de cualquier raza.